# 빅 인 재팬

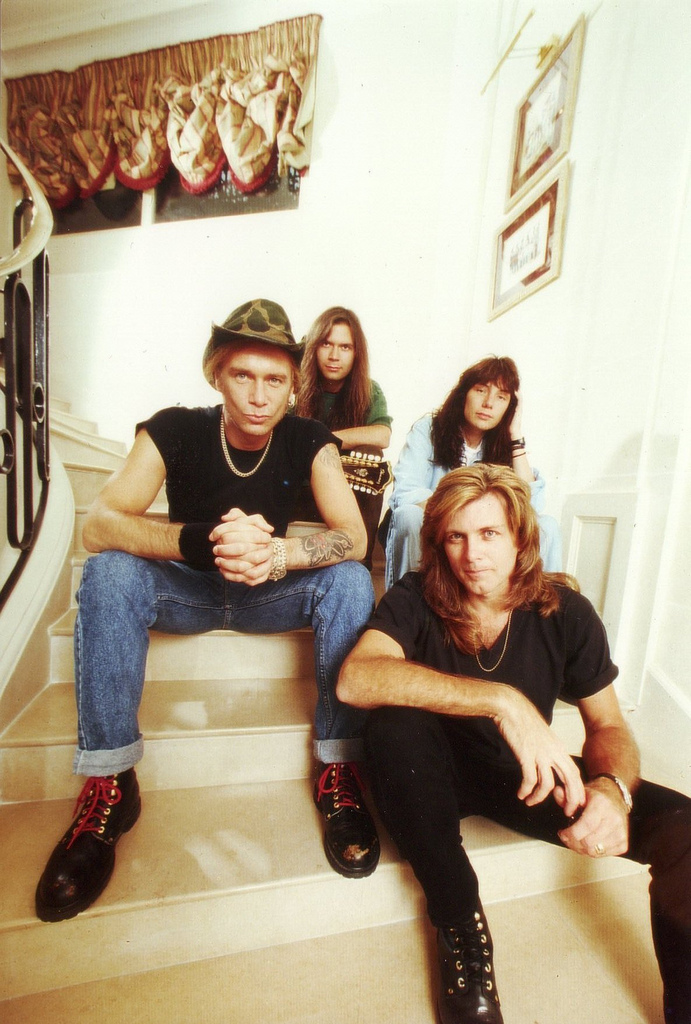

빅 인 재팬(영어: Big in Japan, 일본어: ビッグ・イン・ジャパン 빗구 인 자판[*])은 일본에서만 팔리는 서양 음악가를 가리키는 속어이다. 1980년대 무렵부터 일본의 음악 잡지에서 일본에서만 팔리는 서양 음악 밴드 아티스트를 가리키는 경우에 이 용어가 사용되기 시작했는데, 어느덧 음악 산업 이외에도 사용되게 되었다.

## 같이 보기
- 예외주의
- 갈라파고스화
- 옥시덴탈리즘